# Flindersia collina
Flindersia collina es una especie de árbol perteneciente a la familia de las rutáceas. Se encuentra en la selva lluviosa, en las colinas, desde la parte superior del río Richmond, Nueva Gales del Sur hasta Cabo Melville en la zona tropical de Queensland. Es un árbol atractivo con corteza gratamente marcada, bien formado y foliolos con muescas.

## Descripción
Es un árbol alto, que alcanza un tamaño de hasta 40 metros de altura, y un diámetro de tronco de 60 cm. La corteza es verde moteada, gris y marrón. Corteza con parches que dejan una serie de depresiones redondeadas. Aparecen pequeñas protuberancias en la corteza. El tronco es cilíndrico y no reforzado. Las hojas son compuestas con 3-7 foliolos. Estos de 2-8 cm de largo, con punta roma o con muescas.  Suave y verde en ambas caras, algo verde más pálido por debajo. Pequeños puntos de aceite visibles con una lupa. Las flores son blancas en forma de panículas y se producen de septiembre a octubre. Las flores individuales con alrededor de 6 mm de diámetro. El fruto es una cápsula leñosa marrón, de 4 a 5 cm de largo. Las semillas son de 25 mm de longitud, que incluye las finas  "alas", que rodean la parte más pesada central de la semilla. Las semillas son dispersadas por el viento.

## Usos
Es una atractiva planta ornamental.

## Taxonomía
Flindersia collina fue descrita por Frederick Manson Bailey y publicado en Queensland Agricultural Journal 3: 354, en el año 1898.

Sinonimia
- Flindersia strzeleckiana var. latifolia F.M.Bailey basónimo[3][4]